# Oophaga
Oophaga – rodzaj płazów bezogonowych z podrodziny Dendrobatinae w rodzinie drzewołazowatych (Dendrobatidae).

## Zasięg występowania
Rodzaj obejmuje gatunki występujące od karaibskich regionów Nikaragui przez Kostarykę i Panamę do departamentu Chocó i zachodnich stoków Andów w Kolumbii i Ekwadorze.

## Systematyka

### Etymologia
Oophaga: gr. ωoν ōon „jajo”; -φαγος -phagos „-jedzący”, od φαγειν phagein „jeść”. 

### Podział systematyczny
Do rodzaju należą następujące gatunki:
- Oophaga anchicayensis Posso-Terranova & Andrés, 2018
- Oophaga andresi Posso-Terranova & Andrés, 2018
- Oophaga arborea (Myers, Daly & Martínez, 1984)
- Oophaga granulifera (Taylor, 1958)
- Oophaga histrionica (Berthold, 1845) – drzewołaz wytworny[6]
- Oophaga lehmanni (Myers & Daly, 1976) – drzewołaz czerwonopasy[6]
- Oophaga occultator (Myers & Daly, 1976)
- Oophaga pumilio (Schmidt, 1857) – drzewołaz karłowaty[6]
- Oophaga solanensis Posso-Terranova & Andrés, 2018
- Oophaga speciosa (Schmidt, 1857)
- Oophaga sylvatica (Funkhouser, 1956)
- Oophaga vicentei (Jungfer, Weygoldt & Juraske, 1996)